# بيير هامبرت (رياضياتي)
بيير هامبرت (بالفرنسية: Pierre Humbert)‏ هو رياضياتي فرنسي، ولد في 13 يونيو 1891 في الدائرة الثامنة في باريس في فرنسا، وتوفي في 17 نوفمبر 1953 في مونبلييه في فرنسا.